# 林智也
林 智也（はやし ともや、1979年2月6日 - ）は毎日放送のチーフプロデューサー。

## 来歴・人物
兵庫県芦屋市出身。関西学院高等部を経て関西学院大学法学部卒業。高校・大学ではアメリカンフットボール部に所属していた。2002年毎日放送へ入社。大阪で数々の番組に携わった後、2006年に東京支社制作局へ異動。「ランキンの楽園」「バンバンバン」などを担当。テレビディレクター、プロデューサーなど経て2016年6月23日付で現職。

## 現在の担当番組
- 教えてもらう前と後

## 過去の担当番組
- ちちんぷいぷい
- 知っとこ!
- ジャイケルマクソン（ディレクター）
- バンバンバン
- となりのマエストロ（総合演出）
- くらべるくらべらー（総合演出）
- 水野真紀の魔法のレストランR（チーフディレクター）
- サタデープラス (総合演出)
- 林先生が驚く初耳学!（チーフディレクター→プロデューサー→チーフプロデューサー）